# Liste der Monuments historiques in Chaugey
Die Liste der Monuments historiques in Chaugey führt die Monuments historiques in der französischen Gemeinde Chaugey auf.

## Liste der Objekte
| Bezeichnung                  | Beschreibung                                                      | Standort             | Kennzeichnung | Schutzstatus | Datum | Bild |
| ---------------------------- | ----------------------------------------------------------------- | -------------------- | ------------- | ------------ | ----- | ---- |
| Büste von Jean-Henri Dupotet | Gips, bemalt, 19. Jahrhundert, Bildhauer Alexandre Victor Lequien | in der Mairie (Lage) | PM21006691    | Inscrit      | 2022  |      |